# Пешаварський університет
34°00′30″ пн. ш. 71°29′16″ сх. д. / 34.008333333333° пн. ш. 71.487777777778° сх. д.
Пешаварський університет (пушту د پېښور پوهنتون ; гіндко پشور یونیورسٹی ; урду جامعۂ پشاور ; скорочено UoP) — державний дослідницький університет у місті Пешавар у провінції Хайбер-Пахтунхва на північному заході Пакистану.
Університет є одним із найстаріших університетів у провінції та входить до числа університетів з найвищим рейтингом у країні.

## Історія
Університет був заснований у 1950 році та пропонує програми бакалаврату, аспірантури та докторантури. В університеті навчається приблизно 14 000 студентів, він має шість академічних факультетів із сорока відділами післядипломної освіти, а також два «центри передового досвіду». Університет відомий своїми дослідженнями в соціальних, медичних і природничих науках, маючи вісім дослідницьких центрів, розташованих на території кампусу. Розкинувся на площі 1 045 акрів (4 км2) , будучи житловим кампусом, університет є першим державним університетом, заснованим у Хайбер-Пахтунхва.
У перший рік було зареєстровано 129 студентів, з яких одна жінка. Університет був заснований як розширення коледжу Ісламія. Засновник Пакистану Мухаммед Алі Джинна, який відвідав коледж у 1928 році, дуже захоплювався ним, називаючи його «мій коледж» і прийняв його як одного з трьох спадкоємців свого стану разом з університетом Алігарх і медресе Сіндх у 1939 р. Для Джинни університет став подарунком студентам провінції на знак визнання ролі, яку вони зіграли у створенні Пакистану, і того, що саме пуштуни воювали з індійцями та захопили Азад Кашмір.